# Red brick university

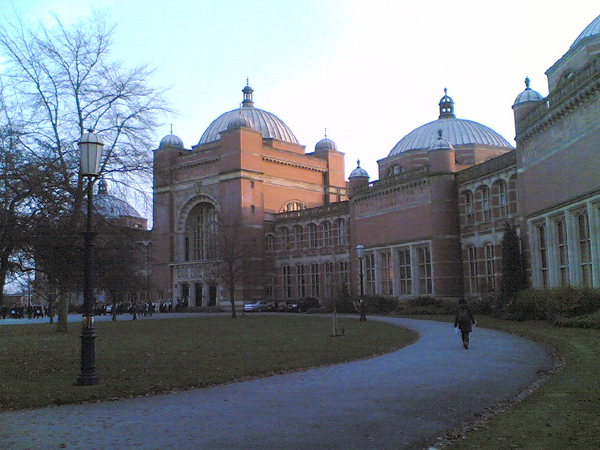
L'édifice Aston Webb de l'université de Birmingham.

L'expression red brick university, parfois orthographiée redbrick university (litt. « université en briques rouges ») est une expression anglaise pour désigner toute université au Royaume-Uni fondée entre le XIXe siècle et le début du XXe siècle et qui se distingue par une architecture extérieure en brique rouge.

## Universités

### À l'origine

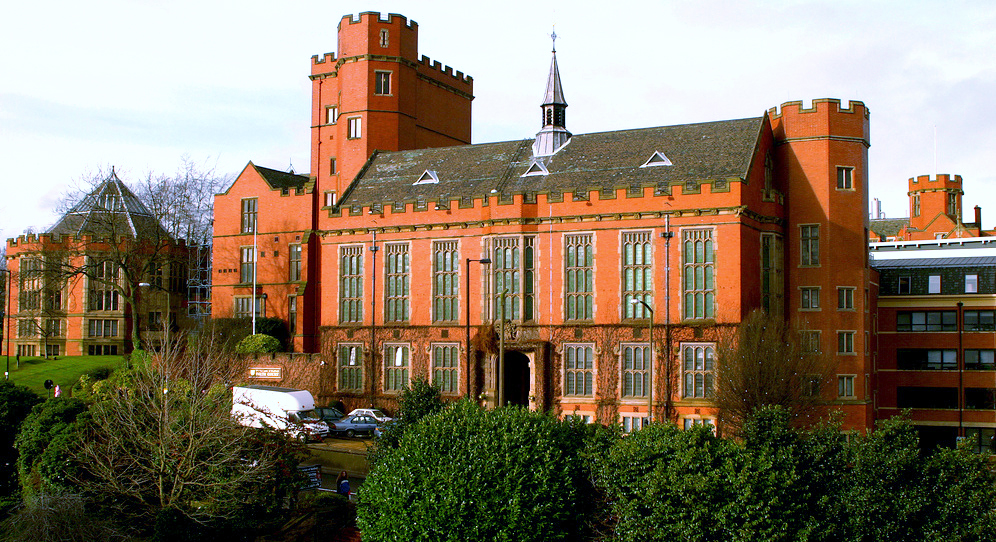
L'université de Sheffield.

À l'origine, les red brick universities étaient l'ensemble des institutions fondées dans les villes industrielles durant l'ère victorienne et ayant acquis le statut d'université avant la Seconde Guerre mondiale. 
- Université de Birmingham
- Université de Bristol
- Université de Leeds
- Université de Liverpool
- Université de Manchester
- Université de Reading
- Université de Sheffield

### De nos jours
De nos jours, il s'agit surtout de l'ensemble des universités de recherche fondées entre 1850 et 1960 et formant le Russell Group.